# Église Saint-Didier de Montliot
L'église Saint-Didier est une église catholique située à Montliot-et-Courcelles en Côte-d'Or dont la construction remonte essentiellement au XVIe siècle.

## Localisation
L’église Saint-Martin est située au centre du village de Montliot-et-Courcelles.

## Histoire
L'église Saint-Didier construite initialement au XIIIe siècle a été largement remaniée au XVIe et XVIIe siècles. La chapelle de droite date du XVIe siècle ; le chœur et la chapelle de gauche de la fin du XVIIe siècle ; la nef et la travée sous clocher datent de la fin du XVIIIe siècle  ; le porche et l’escalier du clocher du XIXe siècle.

## Architecture et description
Construite en moellons calcaire, l'église à nef unique en voûtes d’ogives est en forme de croix latine avec un chœur aveugle à fond plat et transept à double travée. Le toit à long pans est couvert de tuiles plates et d’ardoises. On accède au clocher carré situé au-dessus du chœur par un escalier à vis hors-œuvre.

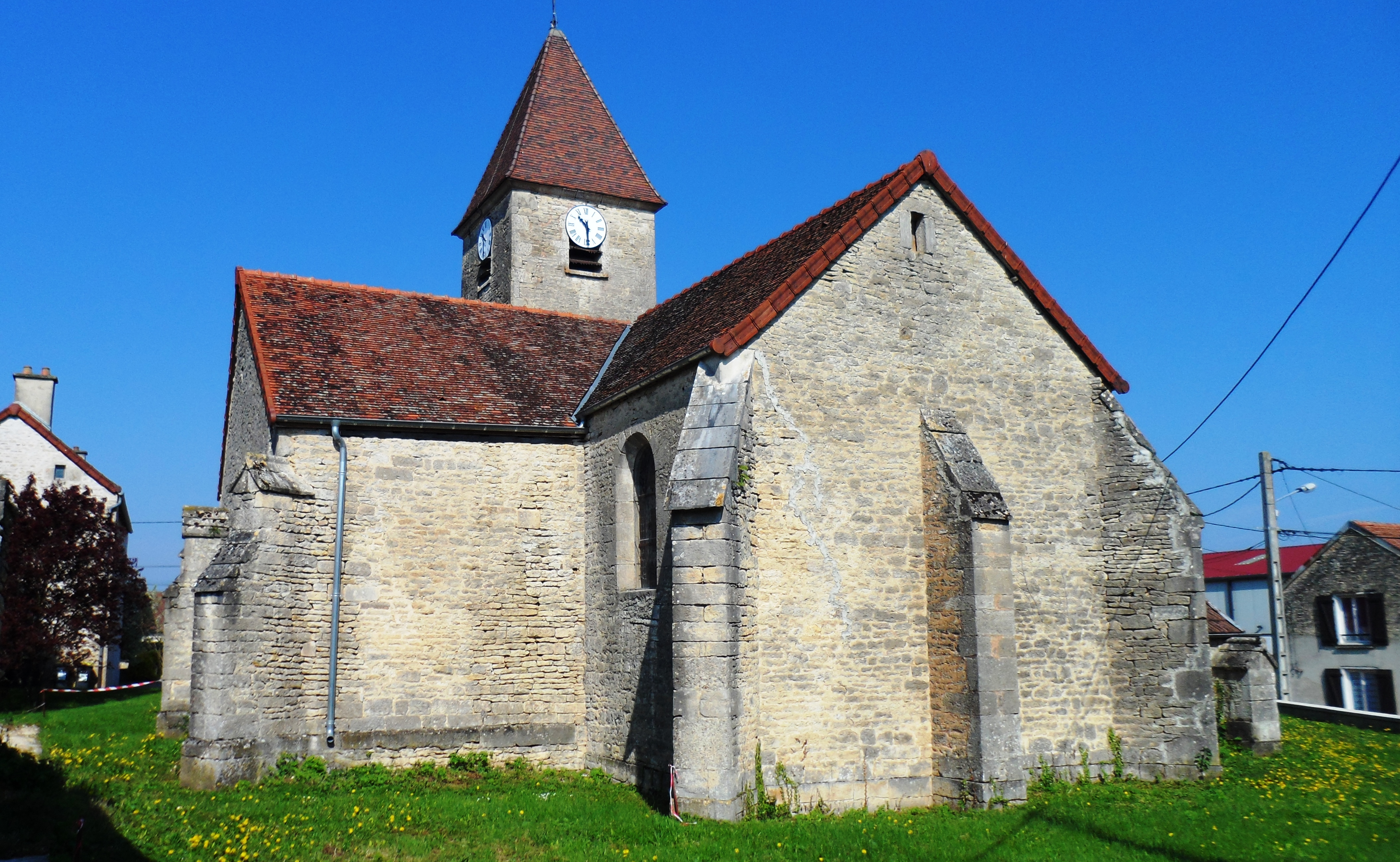
Pignon est
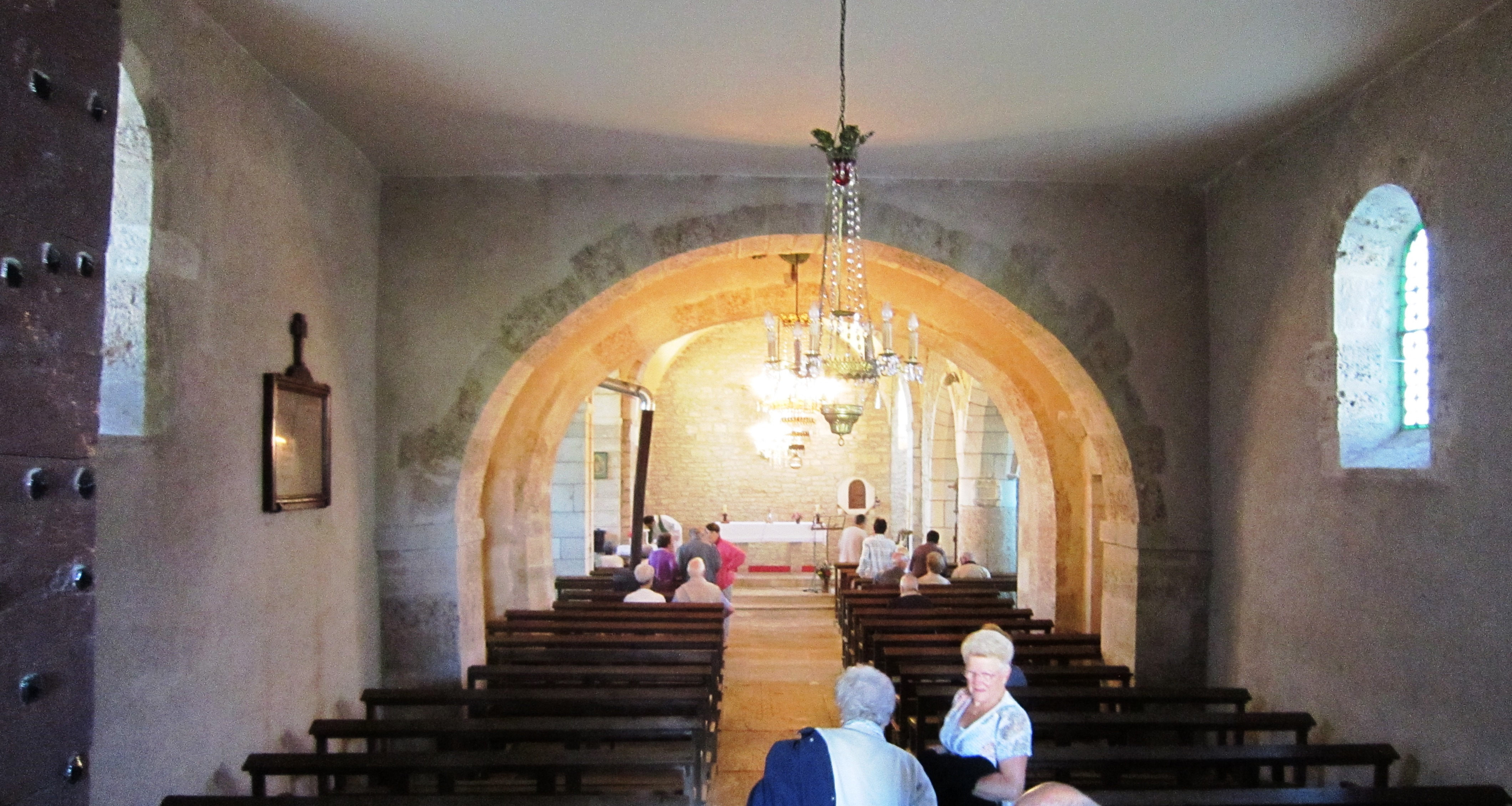
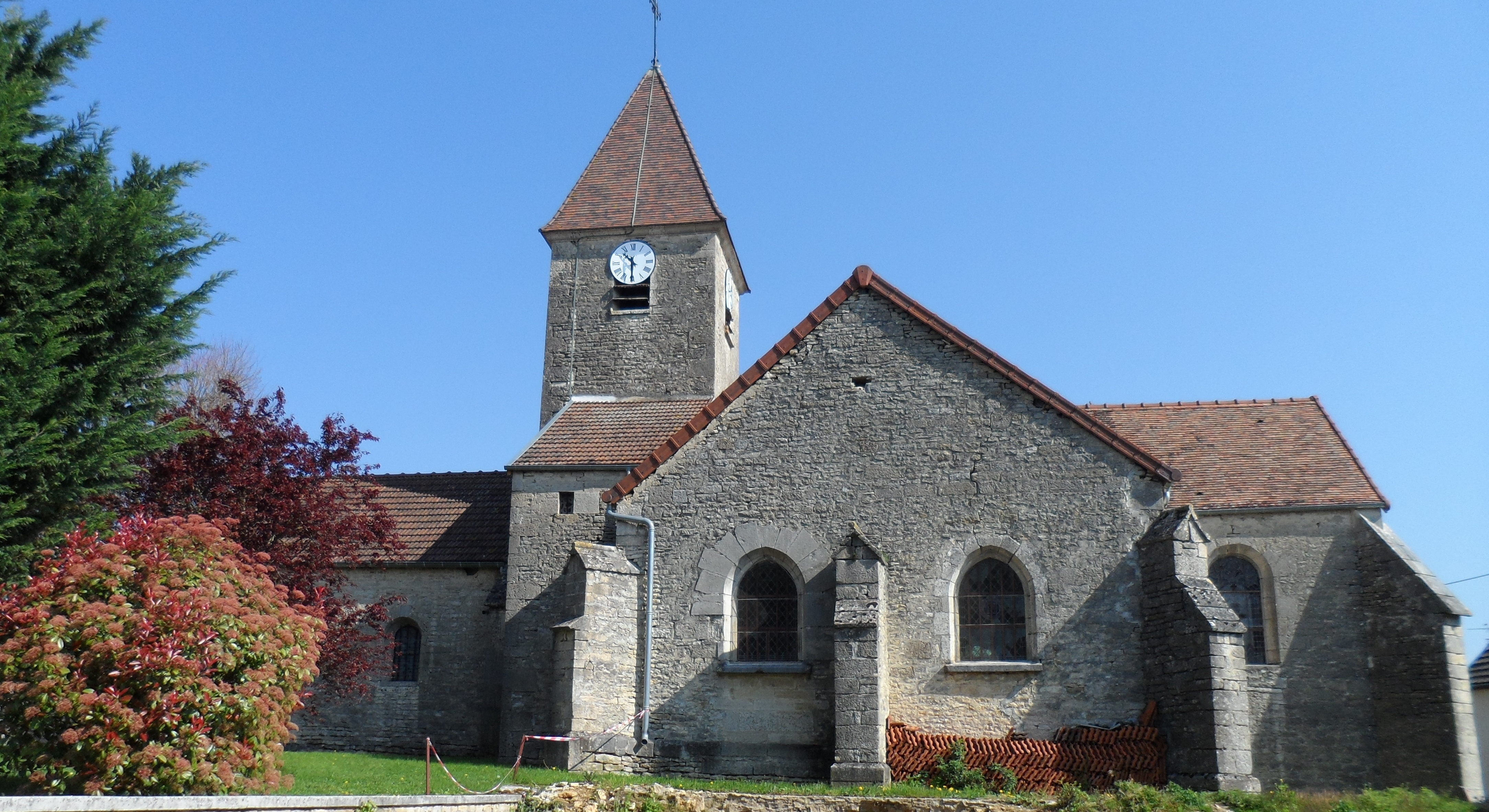
Côté nord

## Mobilier
Une partie de son mobilier et de sa statuaire inscrits à l'IGPC remonte aux XVIe siècle et XVIIe siècle dont : 
- deux dalles funéraires du XVIe siècle  Classé MH (1931)[2],[3]
- un médaillon de vitrail du XVIe siècle intégré dans une grisaille récente représente les armes de Michel Boudet, évêque de Langres (1511-1529) et pair de France également  Classé MH (1964)[4]
- dans le cimetière attenant, une table des morts réutilise une pierre à cupules préhistorique[5].

L'église possède également un bas relief en terre cuite représentant la Cène et servant de retable à un autel latéral. Il s'agit d'une œuvre en terre cuite de la Sainterie de Vendeuvre qui date du XIXe siècle. 

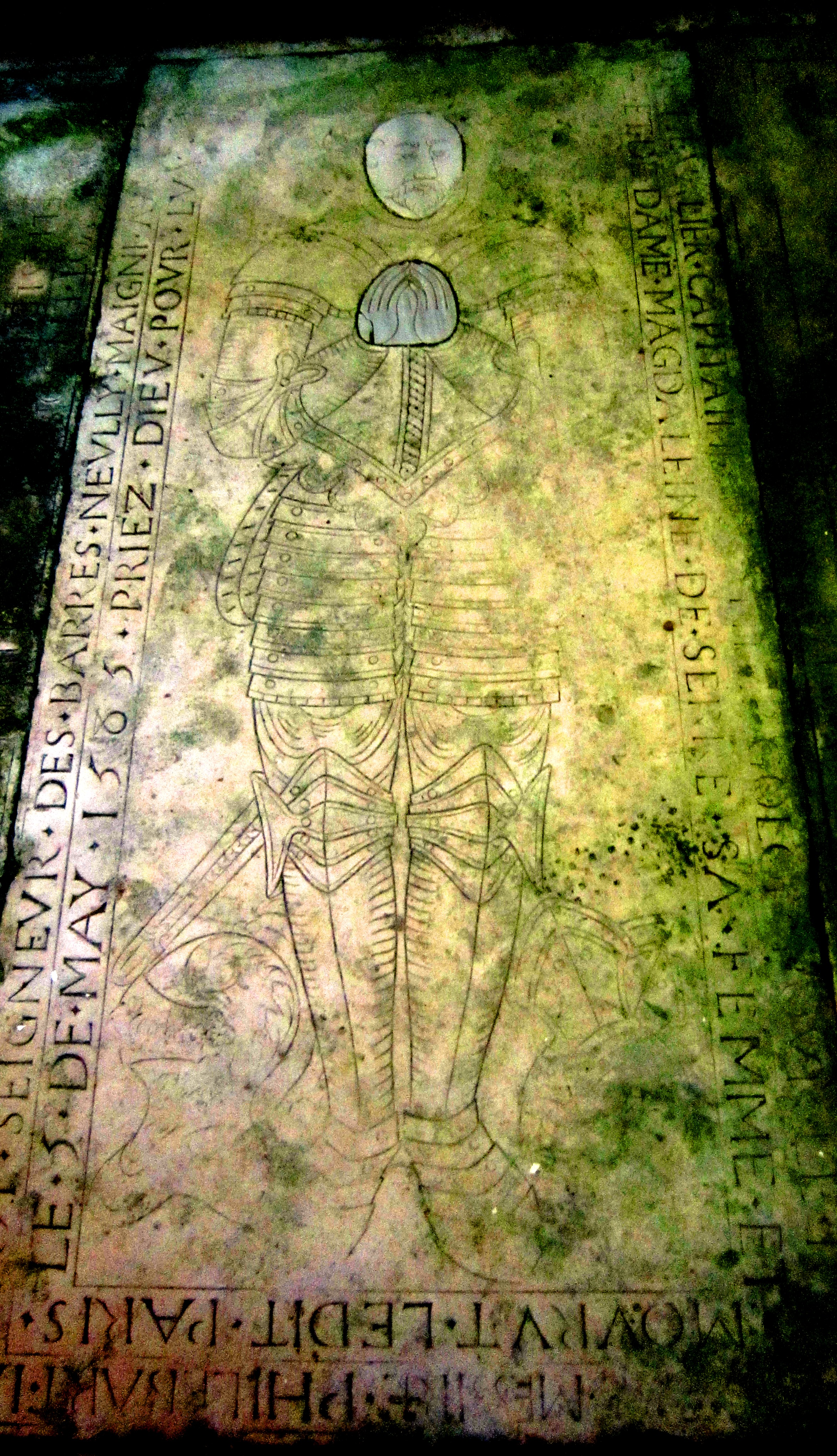
Dalle funéraire
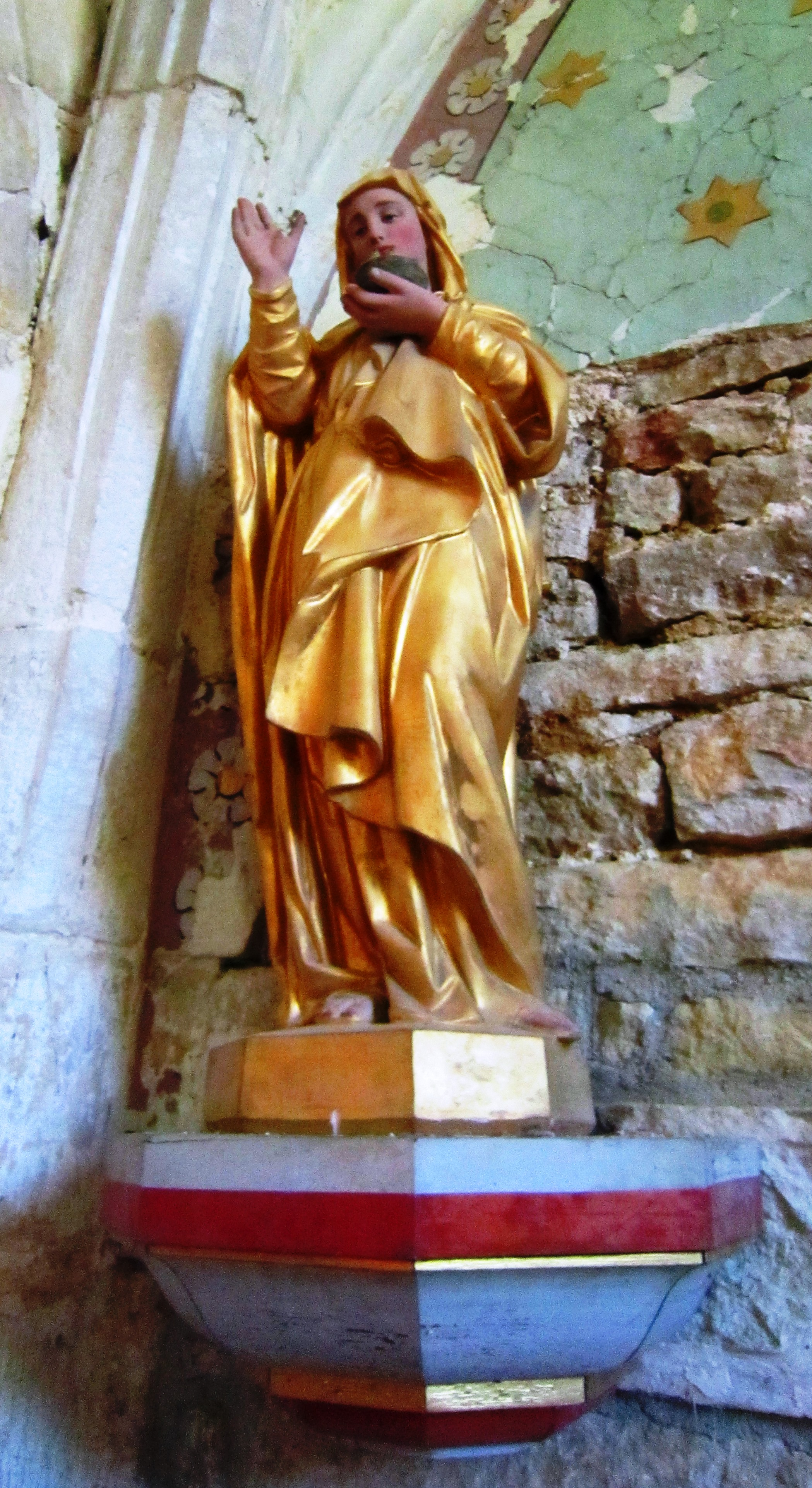
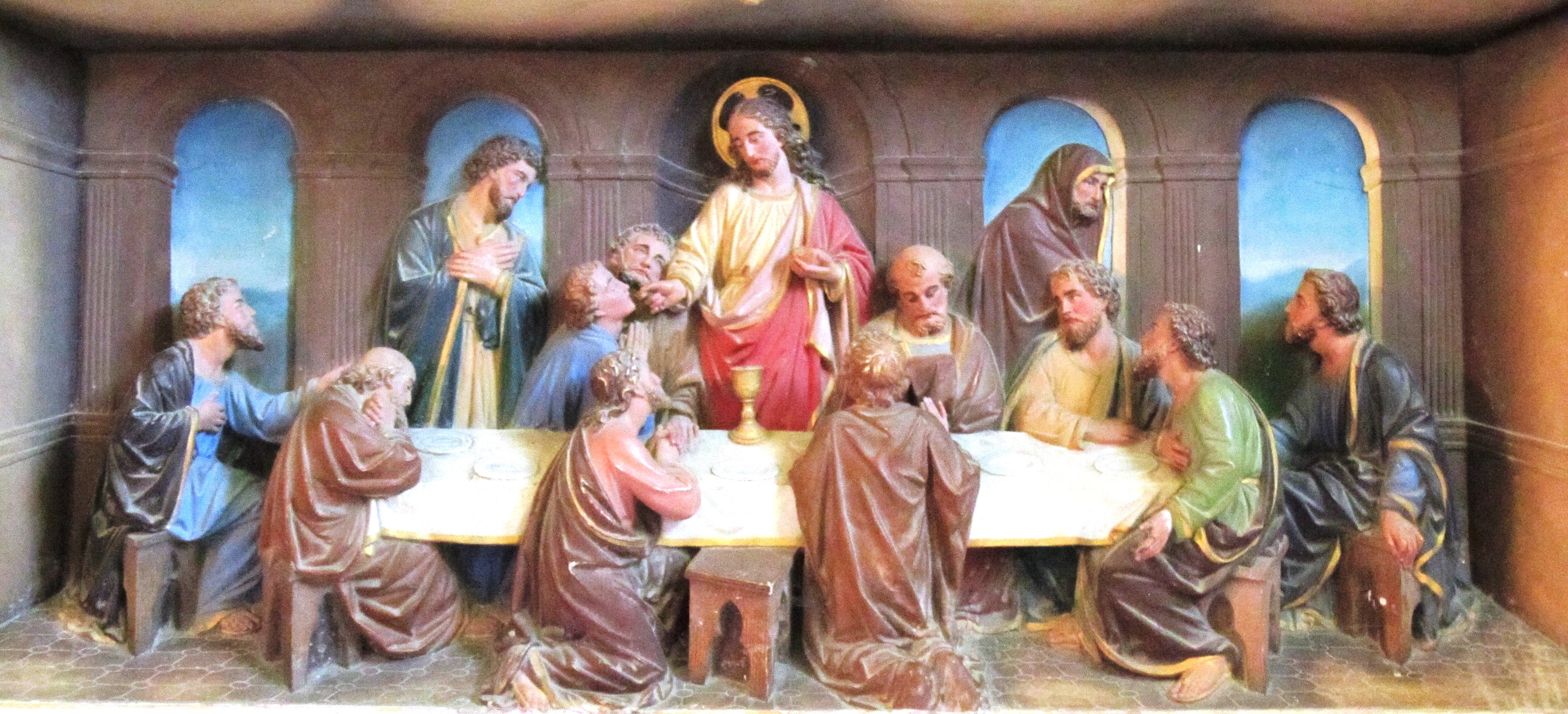
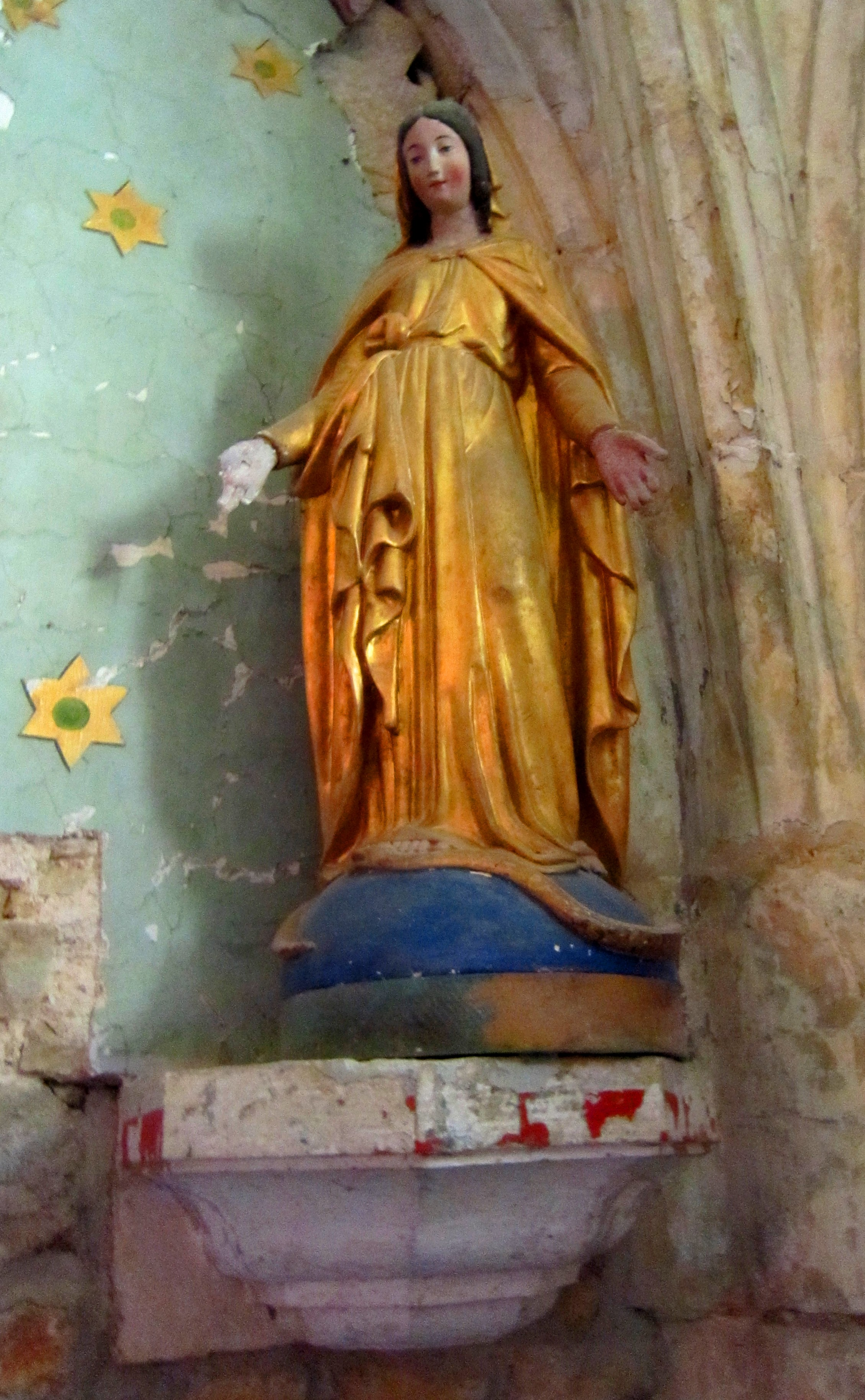
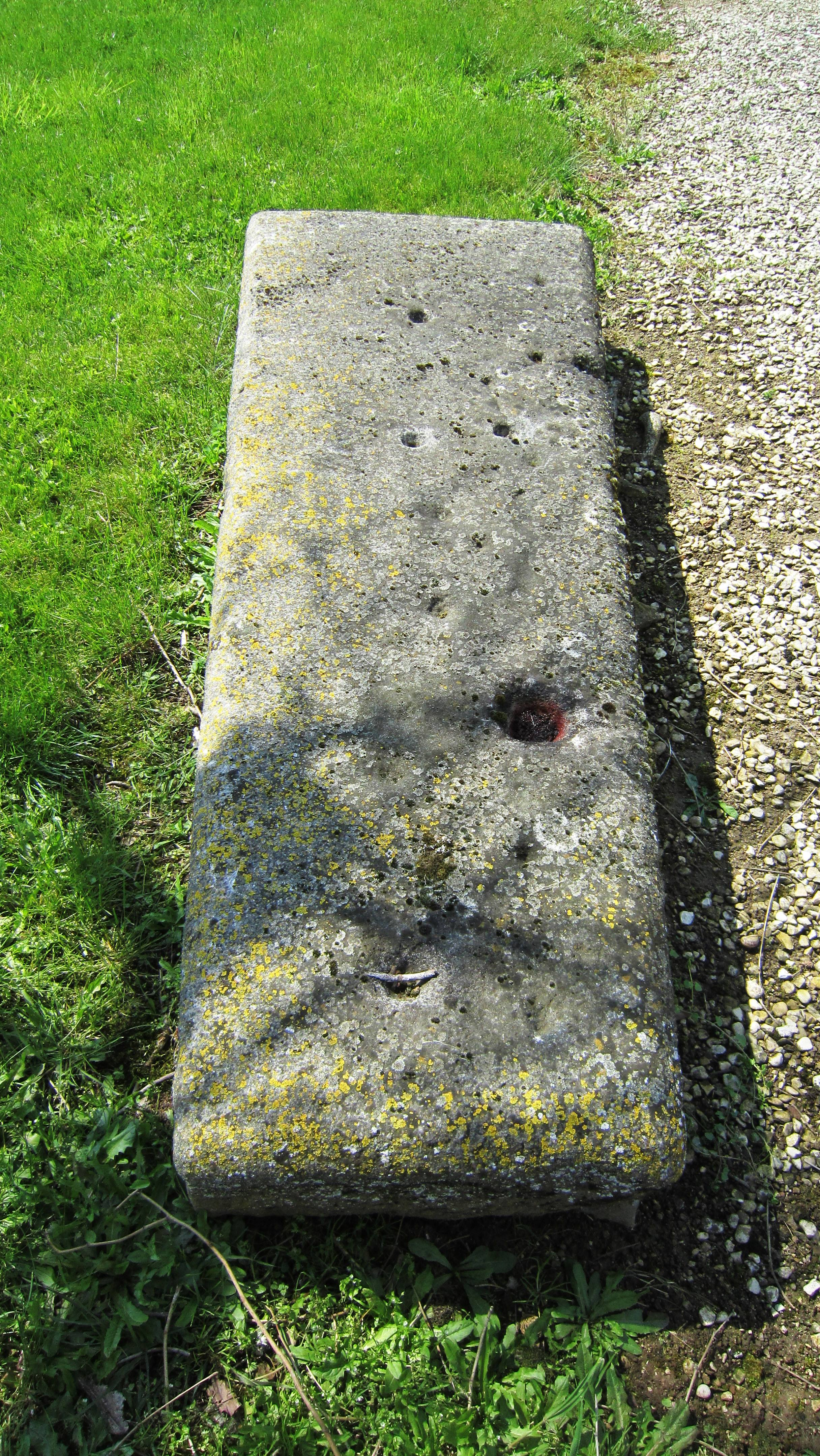
Pierre des morts